# Parc national Sallandse Heuvelrug
 (octobre 2021).
Si vous disposez d'ouvrages ou d'articles de référence ou si vous connaissez des sites web de qualité traitant du thème abordé ici, merci de compléter l'article en donnant les références utiles à sa vérifiabilité et en les liant à la section « Notes et références ».
Le parc national Sallandse Heuvelrug (en néerlandais : Nationaal Park Sallandse Heuvelrug) est un parc national des Pays-Bas situé dans la province d'Overijssel. Il se trouve à cheval sur les communes de Rijssen-Holten et Hellendoorn, entre Deventer et Almelo.

## Les origines du paysage
Le parc de Sallandse Heuvelrug a un sol composé de moraine, âgé d'environ 150 000 ans, de l'avant-dernier glaciation, appelée saalien.
Au cours de l'Holocène les forêts ont commencé à se développer, mais avec la croissance de la population humaine, ces forêts ont été coupées. Depuis le Moyen Âge la zone a été utilisée pour le pâturage par les moutons et les chèvres; les couches supérieures du sol ont été retirées pour être utilisées comme engrais. Pendant ce temps, la région est devenue une lande de sable. Au début du XXe siècle l'état a fixé des programmes forestiers, pour empêcher l'érosion du sable et pour produire du bois de pin. La région est bien connue pour ses paysages à cause de ses landes relativement importantes.

## Végétation et faune

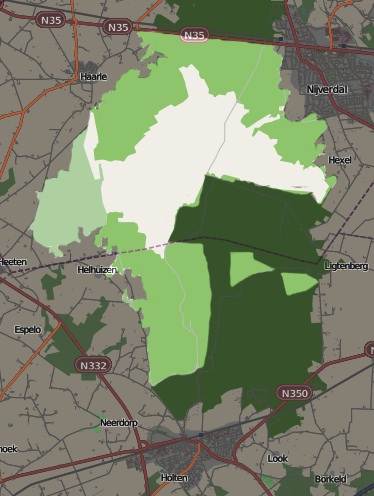
Carte du parc.

Les traits les plus caractéristiques du parc national sont le relief et les landes. La canneberge croît en grand nombre. Ici se trouve la dernière population néerlandaise de tétras lyre, de l'engoulevent d'Europe et de plusieurs espèces de lézards dont le lézard vivipare.

## Gestion
La gestion de la zone rencontre plusieurs problèmes difficiles. L'un d'eux est de préserver le parc  dans son état actuel et d'empêcher la croissance des arbres et des graminées. Les organisations de gestion utilisent la pâture des moutons et des vaches.
Pour éviter toute perturbation, certaines parties du parc sont fermées aux visiteurs et la route traversant le parc est fermé la nuit.

## Loisirs
Dans le parc on trouve plusieurs sentiers pour la marche, le vélo et le VTT. C'est un domaine important pour les longues distances à pied et le vélo avec de nombreux campings, restaurants et hôtels. Près de Nijverdal un centre accueille les visiteurs et près de Holten un musée d'histoire naturelle, Natuurdiorama Holterberg explique la nature.